# Army Men 3D
Army Men 3D est un jeu vidéo d'action et tir publié en 1999 sur console PlayStation, édité et distribué par The 3DO Company. Il s'agit d'un remake du premier opus de la série des jeux vidéo Army Men.

## Système de jeu
Army Men 3D est un jeu vidéo de guerre et de stratégie en 3D, dans lequel le joueur endosse le rôle de Sarge, un soldat solitaire de type commando, qui se déplace à travers un univers plastique et « réel »,. Le jeu est développé en perspective à la troisième personne. Avant chaque mission, un texte apparait afin de donner les objectifs au joueur. Le joueur possède également une mini-carte situé sur le bas-droit de l'écran, indiquant notamment sa position et celle de ses ennemis. Le joueur possède également un détecteur pouvant tracer les mines.
Sarge fait partie de l'armée Green, qui est en guerre avec les Tan. Le joueur possède un arsenal composé notamment d'un lance-roquettes, d'un lance-flamme et de grenades. Le joueur peut positionner le lancement d'une grenade à l'aide d'un carré jaune. Le joueur peut également se déplacer et écraser d'autres personnages à l'aide de jeeps et de tanks. Lors de missions, le joueur peut se cacher ou s'accroupir derrière des rochers, afin d'esquiver les tirs ennemis.

## Développement
Lors d'une conversation téléphonique datant du 6 avril 1999, The 3DO Company indique à IGNPSX que Sarge's Heroes n'est pas la suite de Army Men 3D, mais un ensemble de jeu publié à la suite.

## Accueil
Le jeu est bien accueilli par l'ensemble de la presse spécialisée. L'agrégateur MobyGames lui attribue une moyenne générale de 73 %, basée sur 12 critiques. Game Revolution attribue au jeu une note de 3 sur 5 expliquant que « traverser le territoire des Tan m'a donné la sensation d'une vraie guerre, une sensation qu'on peut attribuer à la musique 'glauque' du jeu. »